# Чемпионат России по футболу среди женщин 2007 (первый дивизион)
Первый дивизион по футболу среди женских команд 2007 — 16-й футбольный турнир Первого дивизиона — второго по силе дивизиона в системе женских футбольных лиг России. Победителем Первого дивизиона в третий раз подряд стала воронежская Энергия. Пропустив два раза подряд по финансовым причинам переход в Высший дивизион, Энергия, наконец, перешла в Высший дивизион 2008.

## Участники
Сводная статистика участников
учтены матчи завершённых сезонов
без учёта мячей забитых в сериях послематчевых пенальти
с учётом технических результатов

| команда          | команда         | сезоны | сезоны               | Результаты выступлений | Результаты выступлений | Результаты выступлений | Результаты выступлений | Результаты выступлений | Результаты выступлений | Результаты выступлений | Результат в сезоне 2006      | Примечания         |
| наименование     | город           | #      | года                 | И                      | В                      | Н                      | П                      | ЗМ                     | ПМ                     | РМ                     | Результат в сезоне 2006      | Примечания         |
| ---------------- | --------------- | ------ | -------------------- | ---------------------- | ---------------------- | ---------------------- | ---------------------- | ---------------------- | ---------------------- | ---------------------- | ---------------------------- | ------------------ |
| Виктория         | Белгород        | 7      | 1997—1999, 2002—2005 | 82                     | 28                     | 6                      | 48                     | 107                    | 180                    | -73                    | Высший дивизион, 9-е место   |                    |
| Энергия          | Воронеж         | 2      | 2005—2006            | 24                     | 19                     | 4                      | 1                      | 113                    | 14                     | +99                    | Первый дивизион, 1-е место   |                    |
| Искра            | Санкт-Петербург | 2      | 2005—2006            | 24                     | 10                     | 3                      | 11                     | 37                     | 42                     | -5                     | Первый дивизион, 4-е место   |                    |
| Кубаночка-СДЮШОР | Краснодар       | 1      | 1995                 | 18                     | 15                     | 2                      | 1                      | 64                     | 11                     | +53                    | —                            | Кубаночка (1995)   |
| УОР-Россиянка    | Звенигород      | 1      | 2006                 | 10                     | 2                      | 0                      | 8                      | 11                     | 46                     | -35                    | Первый дивизион, 5-е место   | Россиянка-2 (2006) |
| Дана             | Москва          | —      | —                    | —                      | —                      | —                      | —                      | —                      | —                      | —                      | Второй дивизион, 1-е место   | дебютант           |
| Чертаново-2      | Москва          | —      | —                    | —                      | —                      | —                      | —                      | —                      | —                      | —                      | Второй дивизион, зона Москва | дебютант           |
| УГТУ-УПИ         | Екатеринбург    | —      | —                    | —                      | —                      | —                      | —                      | —                      | —                      | —                      | —                            | дебютант           |

Клуб «Виктория» (Белгород), занявший последнее место в Высшем дивизионе 2006 был заявлена вместо снявшегося по финансовым причинам клуба «Алектан» (Москва).
Чемпион Первого дивизиона 2006 «Энергия» в связи с финансовыми трудностями второй раз подряд отказалась переходить в Высший дивизион.
Клуб Первого дивизиона 2006 «Анненки», проведя два матча в том сезоне, снялся с соревнований по финансовым причинам. Клуб «Балтия-Локомотив» не был заявлен в Первый дивизион 2007. В первом дивизионе 2007 планировалось участие клуба «Алектан», но команда отказалась от участия.
«Кубаночка» вернулась в чемпионат России, спустя 6 лет после розыгрыша Высшего дивизиона 2001.
«Россиянка-2» сменила название на «УОР-Россиянка».

## Турнирная таблица
| Поз | Команда                      | И  | В  | Н | П  | МЗ | МП | РМ  | О  | Квалификация или выбывание   |
| --- | ---------------------------- | -- | -- | - | -- | -- | -- | --- | -- | ---------------------------- |
| 1   | Энергия (Воронеж)            | 14 | 12 | 0 | 2  | 55 | 7  | +48 | 46 | Переход в Высший дивизион    |
| 2   | Искра (Санкт-Петербург)      | 14 | 9  | 1 | 4  | 20 | 16 | +4  | 28 |                              |
| 3   | УОР-Россиянка (Звенигород)   | 14 | 7  | 4 | 3  | 22 | 13 | +9  | 25 |                              |
| 4   | Чертаново-2 (Москва)         | 14 | 6  | 3 | 5  | 25 | 24 | +1  | 21 | Выбывание во Второй дивизион |
| 5   | Кубаночка-СДЮШОР (Краснодар) | 14 | 5  | 5 | 4  | 13 | 12 | +1  | 20 |                              |
| 6   | Виктория (Белгород)          | 14 | 5  | 3 | 6  | 19 | 15 | +4  | 18 |                              |
| 7   | Дана (Москва)                | 14 | 2  | 1 | 11 | 12 | 42 | -30 | 7  |                              |
| 8   | УГТУ-УПИ (Екатеринбург)      | 14 | 1  | 1 | 12 | 8  | 45 | -37 | 4  |                              |

## Результаты матчей
8 команд сыграли каждая с каждой в два круга (дома и в гостях).
| Команда                      | ЭНЕ | ИСК | УОР | ЧЕР | КУБ | ВИК | ДАН | УГТ |
| ---------------------------- | --- | --- | --- | --- | --- | --- | --- | --- |
| Энергия (Воронеж)            |     | 7:1 | 1:0 | 8:2 | 2:0 | 2:0 | 8:0 | 5:2 |
| Искра (Санкт-Петербург)      | 1:0 |     | 1:3 | 2:1 | 1:0 | 1:0 | 4:0 | 4:0 |
| УОР-Россиянка (Звенигород)   | 0:2 | 0:2 |     | 1:0 | 1:1 | 0:0 | 3:1 | 2:0 |
| Чертаново-2 (Москва)         | 0:4 | 1:2 | 1:1 |     | 1:1 | 2:1 | 2:1 | 3:0 |
| Кубаночка-СДЮШОР (Краснодар) | 0:2 | 1:0 | 0:2 | 1:1 |     | 1:0 | 2:2 | 4:0 |
| Виктория (Белгород)          | 1:0 | 0:0 | 2:2 | 1:3 | 0:1 |     | 3:1 | 6:1 |
| Дана (Москва)                | 0:9 | 3:0 | 1:2 | 0:3 | 0:1 | 1:2 |     | 2:0 |
| УГТУ-УПИ (Екатеринбург)      | 0:5 | 0:1 | 1:5 | 1:5 | 0:0 | 0:3 | 3:0 |     |

 Домашняя победа  •  Ничья •  Домашнее поражение
1. ↑  Технический результат

## Список бомбардиров первой лиги
| Список бомбардиров  | Список бомбардиров | Список бомбардиров | Список бомбардиров | Список бомбардиров |
| Игрок               | Клуб               | ЗМ                 | ЗМП                | Комментарии        |
| ------------------- | ------------------ | ------------------ | ------------------ | ------------------ |
| Александра Шкаранда | «Энергия»          | 16                 | -                  |                    |
| Наталья Плосконенко | «УОР-Россиянка»    | 10                 | -                  |                    |
| Надежда Босикова    | «Энергия»          | 9                  | -                  |                    |
| Юлия Котляревская   | «Чертаново-2»      | 8                  | -                  |                    |
| Оксана Рябиничева   | «Энергия»          | 8                  | 2                  |                    |

### Все голы чемпионата
| «Энергия» · 55 | «Искра» · 20 | «УОР-Россиянка» · 22 | «Чертаново-2» · 25 | «Кубаночка-СДЮШОР» · 13 | «Виктория» · 19                                                                                         | «Дана» · 12 | УГТУ-УПИ · 8                                               |
| --- | --- | --- | --- | --- | --- | --- | ---------------------------------------------------------- |
| 16-Александра Шкаранда 9-Надежда Босикова 8-Оксана Рябиничева 7-Ирина Василюк 5-Марина Ардашева 3-Раиса Давыдок 3-Ольга Касаткина 1-Екатерина Завадкина 1-Елена Неудачена 1-Надежда Федоровских 1-Марина Чернобылова | 7-Анастасия Нифантьева 5-Елена Щегалёва 3-Екатерина Круглова 1-Анна Аброськина 1-Гузель Ибрагимова 1-Юлия Прилучная 1-Татьяна Ульянова 1-Анна Чуйкина | 10-Наталья Плосконенко 3-Надежда Колтакова 3-Елена Матюшина 2-Наталья Осипова 1-Анастасия Акимова 1-Екатерина Дмитренко 1-Карина Шаповалова 1-Лина Якупова | 8-Юлия Котляревская 3-Ольга Горюнова 2-Татьяна Кузьминова 2-Кристина Прудникова 2-Ксения Фролова 1-Дарья Аборовичуте 1-Грета Гаспарян 1-Оксана Лазарева 1-Юлия Моторина 1-Гюнель Рагимова 1-Марина Сагадеева 1-Анна Хойнацкая | 3-Татьяна Зайцева 3-Марина Пушкарёва 2-Галина Казакова 1-Вера Дикова 1-Ольга Жадаева 1-Сайнат Курбанова 1-Оксана Норкина 1-Валентина Шаповалова | 6-Наталья Меняйлова 6-Дарья Толис 4-Елена Межекова 1-Юлия Куликова 1-Ольга Томилина 1-Екатерина Чурсина | 2-Венера Игнатьева 2-Валентина Леванова 2-Ирина Миронова 2-Ольга Сацкова 1-Дарья Бессонова 1-Наталья Плешакова 1-Анна Цыкина 1-Маргарита Чехонина | 2-Ирина Вергунова 2-Марина Сагадеева 1-Анастасия Рысенкова |
| автогол | | | | | | |                                                            |
| | | | 1-Ольга Жадаева («Кубаночка-СДЮШОР») | | | |                                                            |
| технические победы | | | | | | |                                                            |
| | | | | | | | 3-«Дана»                                                   |

- Марина Сагадеева забила 3 мяча (1 за «Чертаново-2» и 2 за «УГТУ-УПИ»[уточнить] )